# Siglinde Schaub
Siglinde Schaub (* 3. August 1940 in Chemnitz) ist eine deutsche Politikerin. Sie war von 1995 bis 2006 Mitglied im Abgeordnetenhaus von Berlin (PDS, Die Linke).

## Biografie
Siglinde Schaub arbeitete als Lehrerin.
Siglinde Schaub trat 1989 oder 1990 in die PDS ein. Sie wurde 1995 direkt im Wahlkreis Pankow 2 ins Berliner Abgeordnetenhaus gewählt. Dort gehörte sie zunächst dem Petitionsausschuss und ab 1999 dem Ausschuss für Jugend, Familie, Jugend, Sport an.
2003 gehörte sie zu den drei Abgeordneten der PDS, die eine Zustimmung zu einer Stasi-Überprüfung verweigerten.